# Associació per la Unió, la solidaritat i el desenvolupament
L'Associació per la Unió, la solidaritat i el desenvolupament (USDA o Union, Solidarity and Development Association) és l'organització política del govern de Birmània.
Fou creada el 15 de setembre de 1993 i formalment establerta el 31 de juliol de 1999 com a moviment polític del govern militar. Té 16 organitzacions de nivell estatal o divisional, 63 organitzacions a nivell de districte, 320 organitzacions de nivell local i 14.865 organitzacions de nivell de llogaret, i té oficialment prop de dotze milions d'afiliats. Declara com a objectius enfortir la unió i l'estat de Myanmar, promoure l'amistat amb els pobles no birmans, salvaguardar la integritat territorial i desenvolupar el país.
L'organització vol impedir la desintegració de la unió ila desintegració de la solidaritat entre els pobles de l'estat birmà; perpetuar la sobirania; promoure i revitalitzar l'honor nacional i crear una unió prospera, pacifica i moderna.